# Circuitul apei în natură

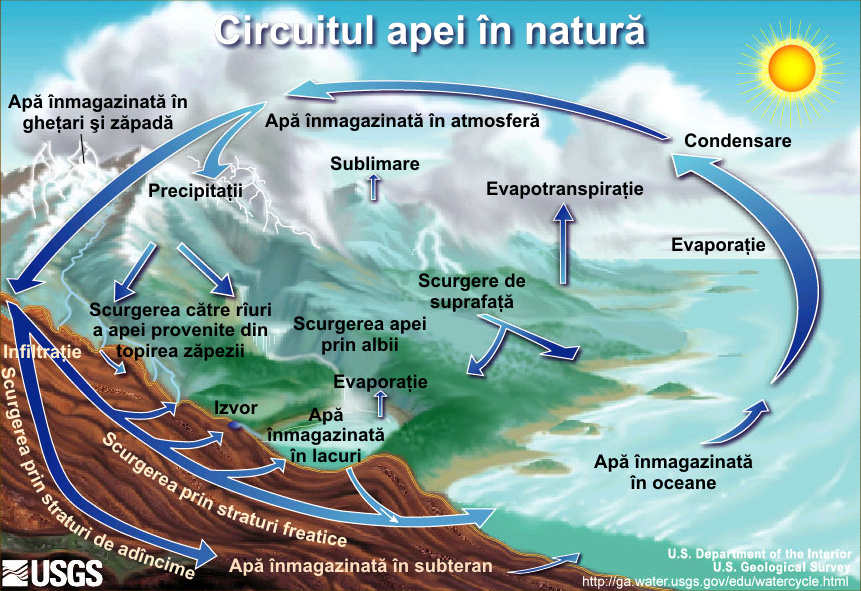
Prezentarea schematică a elementelor componente ale circuitului apei în natură.

Circuitul apei în natură (numit și ciclul hidrologic sau ciclul apei) este procesul de circulație continuă a apei în cadrul hidrosferei Pământului. Acest proces este pus în mișcare de radiația solară și de gravitație. În cursul parcurgerii acestui circuit, apa își schimbă starea de agregare fiind succesiv în stare solidă, lichidă sau gazoasă. Apa se mișcă dintr-un element component al circuitului în altul, de exemplu dintr-un râu într-un ocean, prin diferite procese fizice, dintre care cele mai însemnate sunt evaporația, transpirația, infiltrația și scurgerea. Științele care se ocupă cu studiul mișcării apei în cadrul acestui circuit sunt hidrologia și meteorologia.

## Istoric
Circuitul apei în natură a fost descoperit, sau măcar intuit, foarte devreme în istoria omenirii. Chiar Biblia face referire de mai  multe ori la acest circuit, în special în legătură cu potopul.
Dintre diferitele teorii asupra circuitului apei și a mecanismului care îl determină sunt demne de menționat:

### Teoria meteorogenă
Această teorie descrie circuitul apei după conceptele acceptate de știința contemporană. Se pare că această teorie a fost enunțată de filozoful grec Xenofan din Colofon. Studiind diferite fosile, Xenofan a dedus că într-un trecut îndepărtat, apele au acoperit în întregime uscatul, ipoteză care ulterior a fost numită Neptunism. Astfel el a conceput și teoria unui ciclu al solului, în cursul căruia pământul ar fi erodat și antrenat spre oceane, pentru ca după dispariția completă a uscatului, el să se regenereze. Cu privire la ciclul apei, el a constatat că mările constituie originea norilor, din care se produce apa de ploaie care în cele din urmă ajunge tot în oceane. Din moment ce apa era la originea întregului proces, el a emis ipoteza că soarele și stelele ar fi fost generate tot de acești nori. În sfârșit, după el, curcubeele nu ar fi altceva decât un tip special de nor. Deși ciclul solului nu a fost confirmat ulterior și teoriile sale asupra norilor sunt inexacte, descrierea ciclului apei este în general corectă și rolul esențial pe care îl au oceanele a fost corect intuit. 

### Teoria geogenă
Elaborată de Hippon din Samos, inversa ipotezele teoriei meteorogene și susținea că pământul plutește pe oceanul planetar. Conform acestei teorii, apa mării subterane, pe care plutește pământul, se ridică prin pământ, printr-un fel de infiltrație inversă. De la suprafața pământului, apa se evaporă în atmosferă și se reîntoarce în mare prin precipitații. Teoria menține ideea unui ciclu, însă sensul de mișcare este invers. Teoria a fost susținută ulterior de Thales din Milet și de Platon.

### Teoria genezei din aer
Teoria a fost întâi susținută de Anaximene din Milet și postula că aerul este materia inițială care, prin concentrare, se transformă în apă și pietre, iar prin diluare se transformă în foc. Diogene din Apollonia a dus mai departe teoria, considerând că prin procesul de concentrare a aerului se produce și nămolul din care se naște viața. El a elaborat teoria unor cicluri în cadrul cărora se naște o succesiune infinită de lumi. Pornind de la aceste ipoteze, Aristotel a emis teoria că apa ar fi produsă din aer, printr-un proces de condensare, care ar duce la precipitațiile care cad pe sol și alimentează râurile care se scurg în mare. Teoria lui Aristotel acoperă numai o parte a ciclul apei așa cum este văzut în prezent și nu cuprindea evaporația care alimentează apa din atmosferă. O asemenea întoarcere nu era necesară, deoarece, conform teoriei lui Diogene, ciclul se închidea când tot nămolul produs prin condensare era spălat în mare și era generată o nouă lume, geneză care nu ar mai fi părut posibilă în cazul existenței unui ciclu închis al apei. Teoria lui Aristotel a fost considerată valabilă de oamenii de știință până în secolul XVII. 

## Descriere

### Procesele fizice

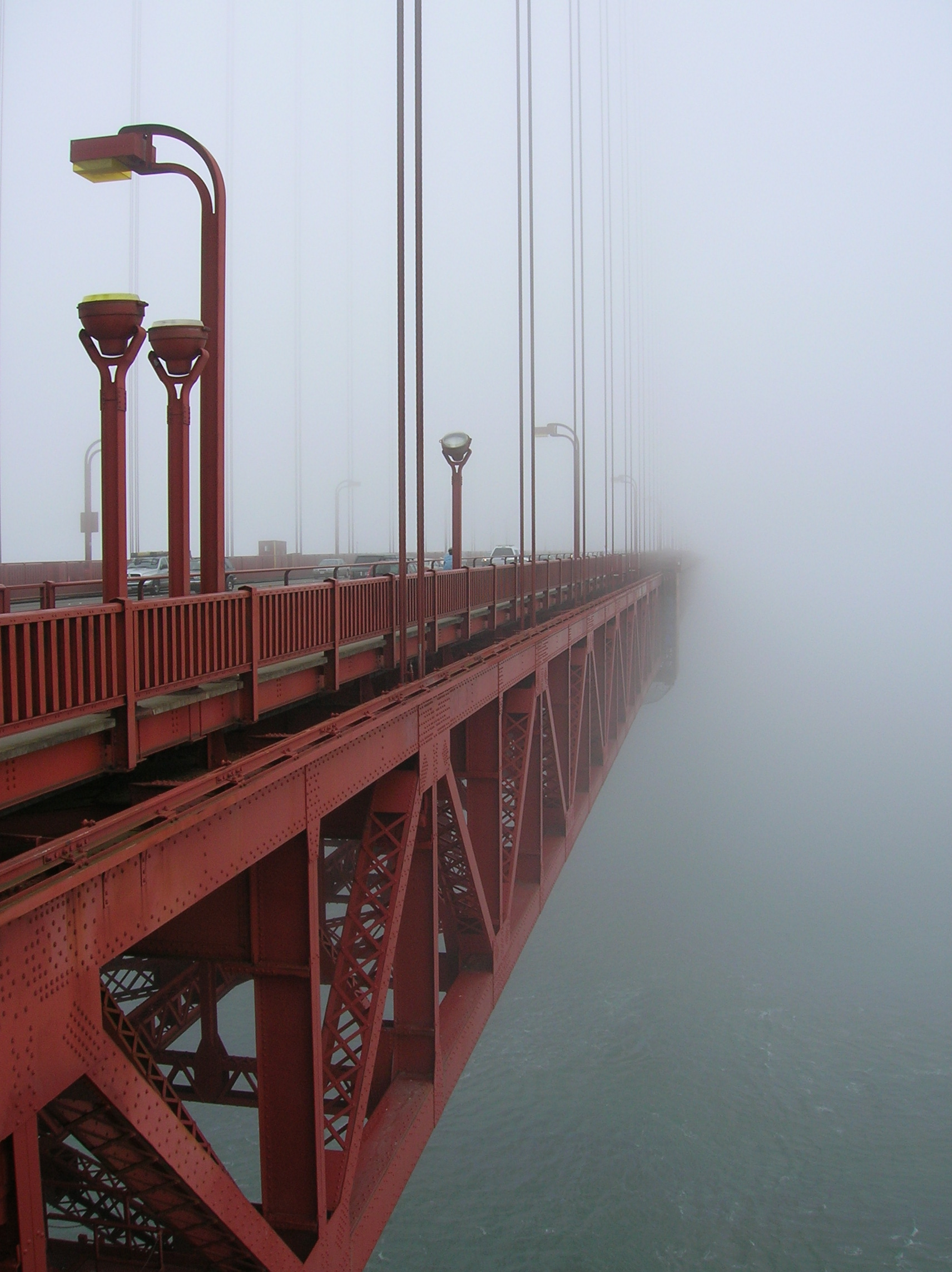
Ceață de advecție la podul Golden Gate în golful San Francisco.

Nu se poate găsi un punct în care începe sau se termină ciclul natural al apei. Moleculele de apă se mișcă în mod continuu de la un compartiment sau rezervor al hidrosferei la altul, prin diferite procese fizice.
În principiu, ciclul apei constă din următoarele procese:
- Evaporarea este procesul prin care apa se transferă de la suprafața oceanelor și a altor corpuri de apă în atmosferă. Acest transfer implică o schimbare de stare de agregare a apei, din stare lichidă în stare gazoasă. Sursa de energie a acestui proces o constituie energia solară. Pe lângă aceasta, apa se mai elimină în atmosferă prin transpirația solului, plantelor și, în mult mai mică măsură, cea a animalelor, numită evapotranspirație. Aproximativ 90% din apa din atmosferă provine din evaporație și numai 10% din evapotranspirație.

- Advecția este procesul de transfer al unei proprietăți atmosferice (căldură, frig, umiditate, vorticitate) prin mișcarea orizontală a masei de aer. În cazul circuitului apei este vorba despre procesul de mișcare a apei în stare solidă, lichidă sau gazoasă prin atmosferă. Fără advecție, apa evaporată de pe suprafața oceanelor nu s-ar putea deplasa pentru a ajunge deasupra uscatului unde să producă precipitații.

- Condensarea este procesul prin care vaporii de apă din aer se transformă în picături lichide de apă, formând nori sau ceață.

- Precipitațiile sunt constituite din apa care s-a condensat în atmosferă și cade pe suprafața pământului. Forma de precipitații care apare cel mai frecvent este ploaia, alte forme fiind zăpada, grindina, chiciura, lapovița și prelingerea de apă din ceață.

- Sublimarea este procesul prin care apa în stare solidă (gheață sau zăpadă) se transformă direct în vapori, fără a mai trece prin starea lichidă.

- Intercepția prin foliaj este partea din precipitații care este interceptată de frunzișul plantelor și care, în timp, se evaporă fără a mai ajunge la suprafața solului. Cantitatea de apă interceptată depinde de durata ploii, de viteza vântului, de temperatură, de densitatea frunzișului și de alți factori mai puțin însemnați.

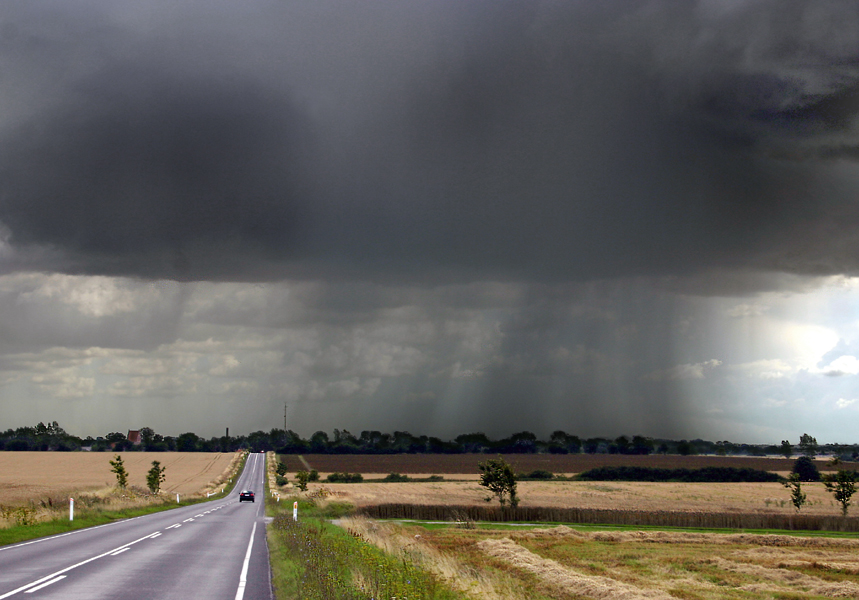
Ploaie la nord de Funen, Danemarca.

- Infiltrația este procesul de pătrundere a apei de la suprafața solului în interiorul solului, prin umplerea golurilor dintre particulele de sol.

- Topirea este procesul de transformare a apei din starea solidă (gheață sau zăpadă) în stare lichidă.

- Scurgerea este procesul prin care apa se mișcă la suprafața sau sub suprafața solului. În această mișcare se poate face distincție între:
  - scurgerea de suprafață este scurgerea care are loc pe suprafața solului, având de obicei loc în straturi subțiri sau în șuvoaie, acoperind cea mai mare parte a solului;
  - scurgerea în albii este procesul care are loc în albii, în care se concentrează apa provenind din scurgerea de suprafață, formând pâraie, râuri și fluvii;
  - scurgerea subterană este scurgerea care are loc sub suprafața solului, fie prin stratele freatice, fie prin stratele acvifere de adâncime. Apa din stratele subterane se reîntoarce la suprafață fie prin izvoare, fie prin infiltrație în râuri, oceane sau alte rezervoare de suprafață.

- Capilaritatea este mecanismul care asigură mișcarea verticală a apei subterane.

În principiu, apa se evaporă de la suprafața oceanelor, formează nori din care apa cade sub formă de precipitații pe pământ și apoi se scurge înapoi în oceane. Totuși moleculele de apă nu își efectuează în mod necesar mișcarea în această ordine. Înainte de a se reîntoarce în ocean, o moleculă de apă poate să fi fost evaporată, condensată, precipitată și scursă de repetate rânduri sau poate să fi urmat o cale mai scurtă și să fi fost precipitată direct în ocean, fără a mai parcurge celelalte componente ale ciclului. 

### Bilanțul hidric global
| Fluxul de apă                               | Cantitate medie transportată anual (mii km³/an) |
| ------------------------------------------- | ----------------------------------------------- |
| Precipitații pe suprafața uscatului         | 107                                             |
| Evapotranspirație de pe suprafața uscatului | 071                                             |
| Scurgere de suprafață și subterană          | 036                                             |
| Precipitații pe suprafața oceanelor         | 398                                             |
| Evaporație de pe suprafața oceanelor        | 434                                             |

Cantitatea sau masa totală de apă care ia parte la circuitul apei în natură rămâne constantă. De asemenea, ca medie în timp, se menține constantă cantitatea de apă înmagazinată în fiecare din rezervoarele circuitului. Acest principiu se numește legea conservării masei.
Tabelul alăturat arată cantitățile de apă care cad sub formă de precipitații sau care se ridică prin evaporație de pe suprafața uscatului sau a oceanelor. De asemenea, se arată cantitățile de apă care se scurg de pe sol spre oceane. Din tabel se poate constata că totalul precipitațiilor pe suprafața uscatului este egal cu suma dintre cantitatea de apă evaporată de pe suprafața uscatului și cantitatea de apă scursă spre oceane. Similar, cantitatea totală de apă pierdută de oceane prin evaporație este egală cu suma dintre cantitatea de apă care se scurge în oceane de pe suprafața uscatului și cea care provine din precipitațiile pe suprafața oceanelor. În sfârșit, cantitatea totală de apă care intră în atmosferă prin evaporația de pe suprafața uscatului și a oceanelor este egală cu cantitatea de apă eliminată din atmosferă prin precipitații. Se poate constata că masa totală de apă care se află în mișcare este, în medie, de 505 km³/an.

### Rezervoare
| Rezervor                   | Volumul de apă (milioane km³) | Procent din total |
| -------------------------- | ----------------------------- | ----------------- |
| Oceane                     | 1370                          | 97,25             |
| Calote glaciare și ghețari | 0029                          | 02,05             |
| Apă subterană              | 0009,5                        | 00,68             |
| Lacuri                     | 0000,125                      | 00,01             |
| Umiditate în sol           | 0000,065                      | 00,005            |
| Atmosferă                  | 0000,013                      | 00,01             |
| Cursuri de apă             | 0000,0017                     | 00,001            |
| Biosferă                   | 0000,0006                     | 00,00004          |

În cadrul mișcării ei, apa este în general menținută pe anumite perioade de timp în anumite elemente ale mediului natural, numite generic rezervoare. Aceste rezervoare și cantitățile de apă înmagazinate în medie în fiecare dintre ele sunt prezentate în tabelul alăturat. 
Se poate constata că cel mai mare rezervor îl constituie oceanele care înmagazinează peste 97% din rezervele de apă ale planetei. Următorul rezervor ca mărime îl constituie calotele glaciare din zonele polare și ghețarii. În prezent, ele înmagazinează aproximativ 2% din rezervele de apă, dar acest procent variază în timp, în funcție de ciclurile de încălzire ale planetei. În perioadele diferitelor glaciațiuni acest procent era mai ridicat, iar în prezent tendințele de încălzire climatică au început să topească calotele glaciare ceea ce în timp va putea duce la micșorarea relativă a acestui rezervor. Aceste procese nu modifică însă cantitatea totală de apă care ia parte la circuitul apei în natură.
În afară de aceste rezervoare importante, mai există altele care rețin apa pe durate relativ reduse. În această categorie intră straturile de zăpadă, care înmagazinează o parte din precipitațiile din timpul iernii, dar care se topesc în perioada de primăvară.

### Durate de inmagazinare
Durata de înmagazinare reprezintă timpul mediu pe care o moleculă de apă îl petrece într-un anumit rezervor din cadrul circuitului din momentul în care intră în rezervorul respectiv până când îl părăsește. Timpul efectiv de înmagazinare al moleculelor de apă variază însă în limite foarte largi, unele molecule petrec în rezervor un timp mult mai scurt pe când altele un timp considerabil de mare. Durata de înmagazinare se numește uneori și durată de staționare sau timp de staționare; acest termen poate însă da naștere la confuzii, deoarece în niciunul din rezervoare moleculele nu sunt staționare, ci se află în continuă mișcare, luând parte la diferite procese dinamice în cadrul fiecărui rezervor.
| Rezervor                       | Durată medie de înmagazinare a apei |
| ------------------------------ | ----------------------------------- |
| Oceane                         | 3.200 ani                           |
| Ghețari                        | 20 – 100 ani                        |
| Strat sezonier de zăpadă       | 2 – 6 luni                          |
| Umiditate în sol               | 1 – 2 luni                          |
| Apă subterană de mică adâncime | 100 – 200 ani                       |
| Apă subterană de mare adâncime | 10.000 ani                          |
| Lacuri                         | 50 – 100 ani                        |
| Râuri                          | 2 – 6 luni                          |
| Atmosferă                      | 8 zile                              |

În tabelul alăturat sunt prezentate duratele de înmagazinare ale apei în diferite rezervoare din cadrul circuitului natural. Se poate constata că aceste durate variază în foarte mare măsură de la un rezervor la altul. De exemplu, umiditatea de la suprafața solului se menține în sol relativ scurt timp, în medie aproximativ 1 – 2 luni, deoarece apa este răspândită într-un strat subțire și migrează ușor fie spre atmosferă prin evaporație și transpirație, fie se scurge spre râuri sau strate de adâncime. Apa de foarte mare adâncime se mișcă însă mult mai încet, putând fi înmagazinată pe durate de peste 10.000 ani. Apa subterană de vechime deosebit de mare se numește apă fosilă. Din cauza modificărilor care au loc în scoarța pamântească și a celor climatice, este posibil ca pe perioade atât de îndelungate să se producă schimbări ale condițiilor de curgere, care ar putea împiedica reîmprospătarea unor rezerve subterane sau, invers, să ducă la apariția unor rezervoare subterane care nu existau înainte. În atmosferă apa care intră prin evaporație este înmagazinată pe perioade scurte, de ordinul câtorva zile, înainte de a se reîntoarce pe suprafața solului sau a oceanelor sub formă de precipitații.
În hidrologie durata de înmagazinare se poate estima prin două metode:
Metoda bazată pe conservarea masei pornește de la ipoteza constanței cantității de apă a fiecărui rezervor. Conform acestei metode, durata de înmagazinare rezultă din împărțirea volumului rezervorului prin debitul de apă care alimentează sau care este evacuat din rezervor, aceste debite trebuind să fie egale între ele pentru a respecta principiul conservării masei. În principiu, această durată ar reprezenta timpul care ar fi necesar pentru umplerea rezervorului, dacă acesta ar fi gol și nu s-ar evacua nicio cantitate de apă din el, sau timpul în care el s-ar goli în întregime dacă ar dispărea complet afluxurile de apă.
Metoda bazată pe măsurarea vitezelor de mișcare a apei care este aplicabilă în special pentru apele subterane, cu durate de înmagazinare foarte mari. Aceste viteze se pot măsura în prezent utilizându-se izotopi radioactivi.

### Cicluri biogeochimice

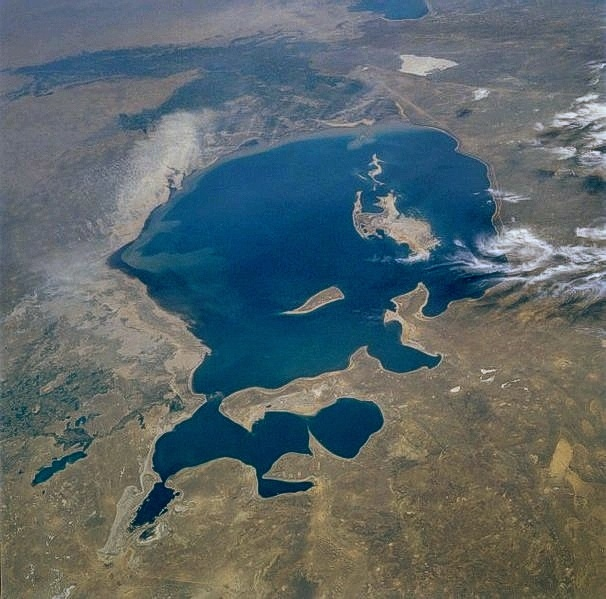
Marea Aral văzută din spațiu, August 1985. Din cauza unui dezechilibru cauzat de reducerea debitelor afluente, evaporația a depășit afluxurile, nivelul apei a scăzut, iar concentrația în sare a crescut excesiv.

Circuitul natural este un ciclu biogeochimic deoarece în cadrul acestui circuit apar procese fizice, chimice și biologice. Alte cicluri care apar în natură și sunt, cel puțin în parte, legate de ciclul apei sunt ciclul carbonului și ciclul azotului. Există însă și cicluri naturale pentru alte elemente chimice.
În cursul deplasării apei prin circuitul hidrologic, ea transportă și diferite materiale solide precum și gaze dizolvate. Unii compuși ai carbonulului și azotului, elemente importante pentru organismele vii, sunt volatili și solubili, și de aceea se pot deplasa prin atmosferă și astfel crea cicluri complete, asemănătoare cu cel al apei.

## Mișcări neciclice
În unele părți ale circuitului natural, apa antrenează anumite substanțe care însă nu iau parte la întreg ciclul.
Precipitațiile care ajung pe suprafața solului conțin anumite substanțe gazoase sau solide dizolvate. Apa care se infiltrează și trece prin zona nesaturată în apă a solului, antrenează bioxidul de carbon din aerul care există între particulele solide ale solului și astfel își sporește aciditatea. Această apă acidă intră în contact cu particulele de sol sau cu roca mamă și dizolvă anumite substanțe minerale. Dacă solul are condiții bune de drenaj, apa subterană poate conține o cantitate importantă de substanțe solide dizolvate, care în cele din urmă ajung în mare.
În unele regiuni ale uscatului, sistemul de scurgere se termină într-o mare interioară sau într-o depresiune, în loc de a fi legate de oceanul planetar. Asemenea regiuni se numesc zone sau bazine endoreice. În asemenea cazuri, nivelul mării interioare va menține echilibrul hidrologic, astfel încât afluxul de apă din scurgerea de pe uscat și din precipitații pe suprafața mării interioare să fie egal cu pierderile prin evaporație.
Deoarece apa evaporată nu conține materiale solide dizolvate, conținutul în săruri al mărilor interioare și cel al oceanului planetar crește în mod continuu.

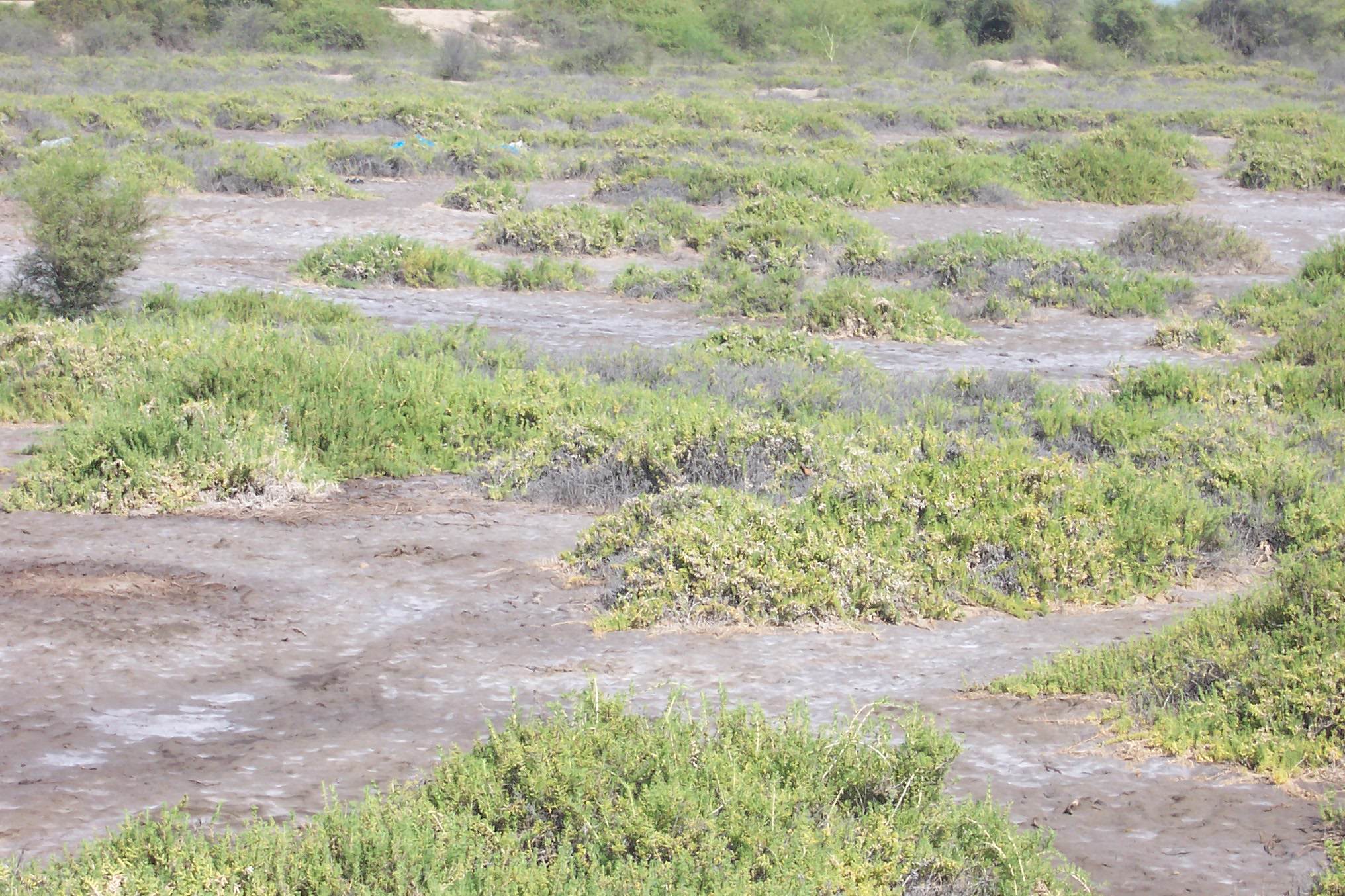
Aflorimente de sare

Exisă situații în care apa subterană are o mișcare ascendentă, prin capilaritate. În asemenea cazuri, ea va antrena și diferitele săruri dizolvate. Odată ajunsă la suprafața solului, apa se va evapora, dar sărurile aduse de apă se vor depune la suprafața solului ducând progresiv la o acumulare de săruri. Terenurile pe care se produc asemenea acumulări de sare se numesc terenuri sărăturate sau sărături. 

## Modificarea ciclului apei
Circuitul natural al apei este afectat de anumite procese geologice. El nu a fost identic cu cel din diferite ere geologice. Modificările geologice ale circuitului apei se produc relativ lent.
Acțiuni antropogene de diferite genuri, cum ar fi emisia de gaze în atmosferă, despăduririle, extragerile de apă din cursuri de apă sau straturi subterane și altele pot însă influența circuitul apei atât la scară locală cât și la scară planetară. Disciplina care se ocupă cu studiul influenței activităților umane asupra ciclului natural al apei și a măsurilor necesare pentru a nu produce o dezechilibrare a acestui ciclu se numește gospodărirea apelor. 